# Пастеризация

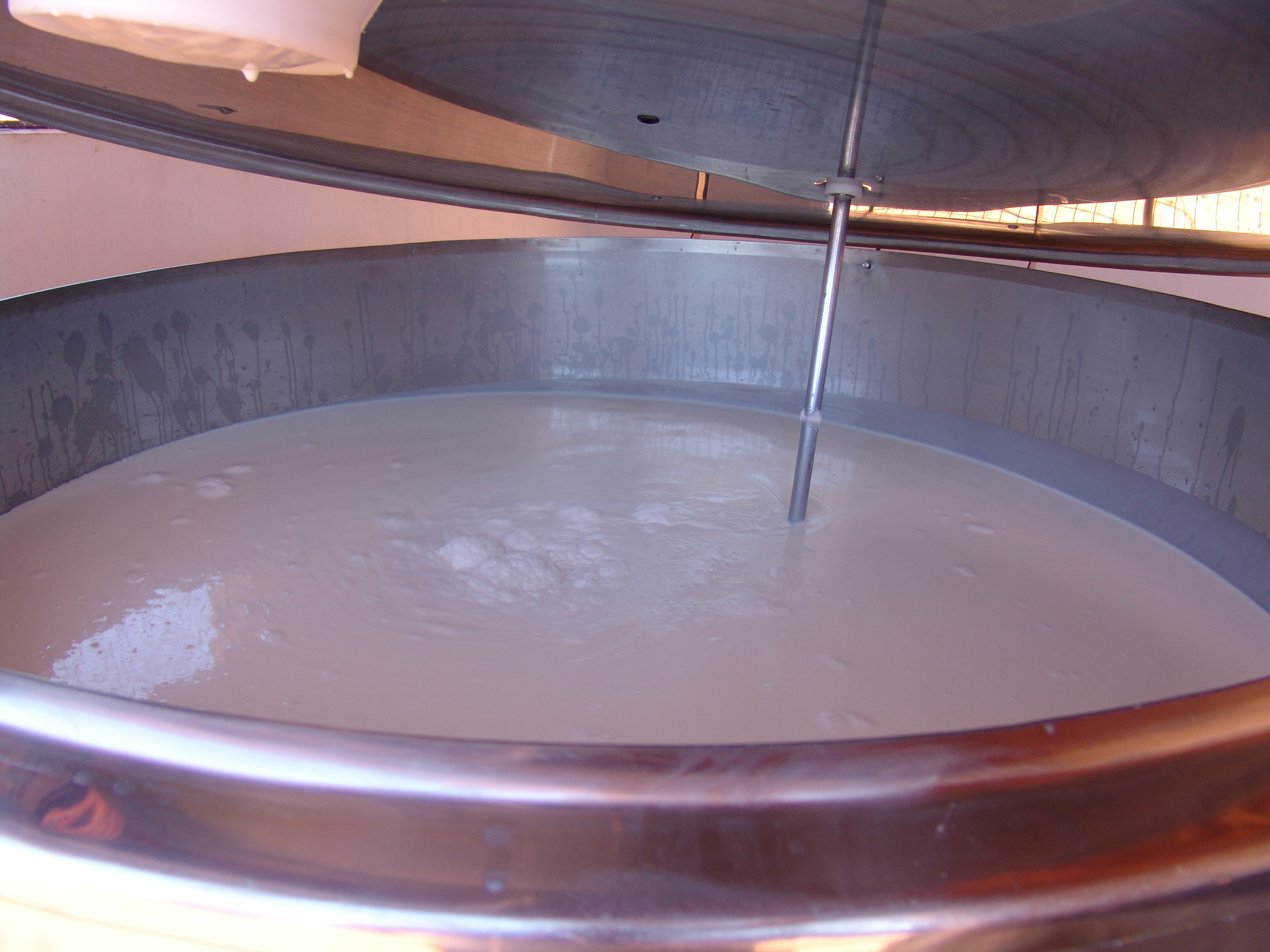
Уравнительный бак для пастеризации молока

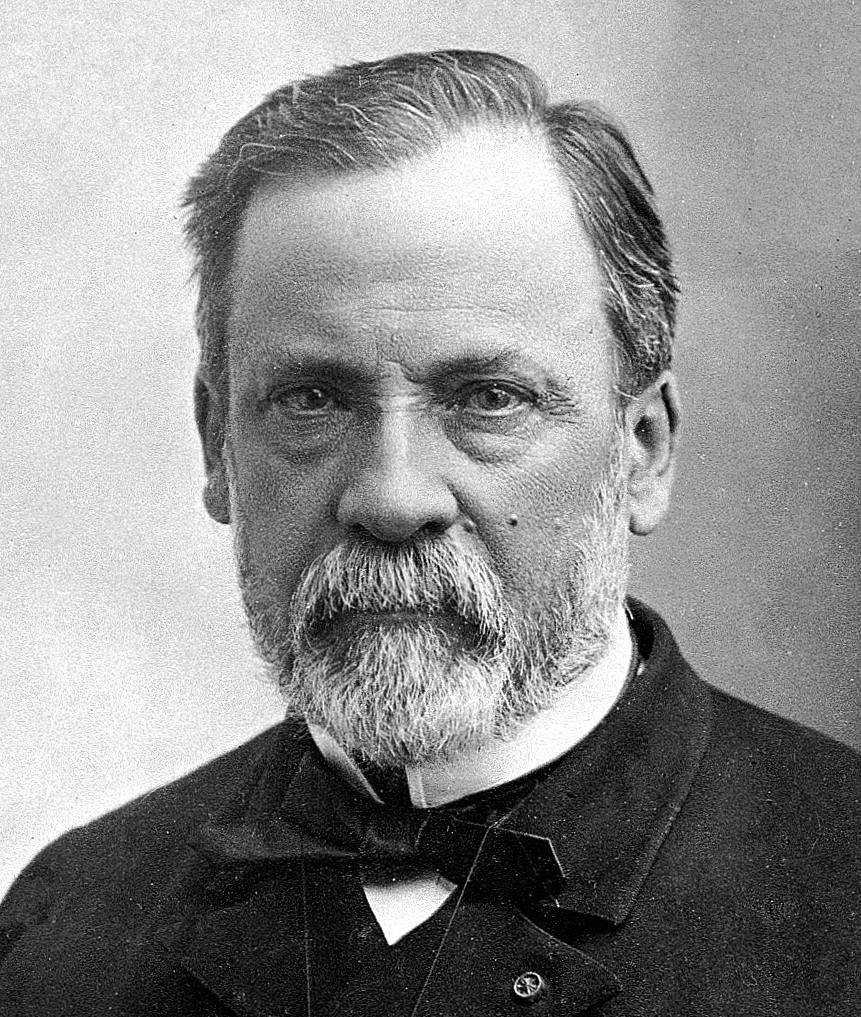
Луи Пастер (1822—1895), французский микробиолог

Пастериза́ция — процесс уничтожения вегетативных форм микроорганизмов (кроме термофильных) в жидких средах, пищевых продуктах путём однократного и непродолжительного их нагрева до температур ниже 100 °C, обычно путём нагревания чаще всего жидких продуктов или веществ до 60 °C в течение 60 минут или при температуре 70—80 °C в течение 30 минут. Технология была предложена в середине XIX века французским микробиологом Луи Пастером. Применяется для обеззараживания пищевых продуктов, а также для продления срока их хранения.
В зависимости от вида и свойств пищевого сырья используют разные режимы пастеризации. Различают длительную (при температуре 63—65 °C в течение 30—40 минут), короткую (при температуре 82—85 °C в течение 0,5—1 минуты) и мгновенную (при температуре 92—98 °C в течение нескольких секунд) пастеризации. При нагревании продукта на несколько секунд до температуры выше 100 °C принято говорить об ультрапастеризации.
При пастеризации в продукте погибают вегетативные формы микроорганизмов, однако споры остаются в жизнеспособном состоянии и при возникновении благоприятных условий начинают интенсивно развиваться. Поэтому пастеризованные продукты (молоко, пиво и др.) хранят при пониженных температурах в течение ограниченного периода времени. Считается, что пищевая ценность продуктов при пастеризации практически не изменяется, так как сохраняются вкусовые качества и ценные компоненты (витамины, ферменты).
Пастеризация не означает стерилизацию продукта. Погибают при пастеризации в основном психротрофные и мезофильные молочнокислые бактерии (S. lactis, S. cremoris и др.), тогда как термофильные молочнокислые стрептококки и энтерококки, используемые для получения кисломолочных продуктов, снижают активность. Эффективность пастеризации (характер микрофлоры в молоке после пастеризации) во многом определяется условиями хранения молока до пастеризации (в частности, температурой его охлаждения после доения).
Пастеризация не может применяться при консервировании продуктов, так как герметично закрытая тара является благоприятной средой для прорастания спор анаэробной микрофлоры (см. ботулизм). В целях долговременного консервирования продуктов (в особенности загрязнённых первоначально землёй, например, грибов, ягод), а также в медицинских и фармацевтических целях применяют дробную стерилизацию — тиндализацию.
При оценке эффективности пастеризации используется метод выявления пероксидазы. Известно, что пероксидаза инактивируется при температуре пастеризации не ниже 80 °C с выдержкой 20-30 секунд. Если реагент не окрашивается, то это говорит об отсутствии фермента пероксидазы в молоке и молочных продуктах. Следовательно, они подвергались пастеризации при температуре не ниже 80 °C.